# Gold Beach (Oregon)
Gold Beach è una città degli Stati Uniti d'America situata nell'Oregon, nella Contea di Curry, della quale è anche il capoluogo.